# Nhà thờ chính tòa Magdeburg

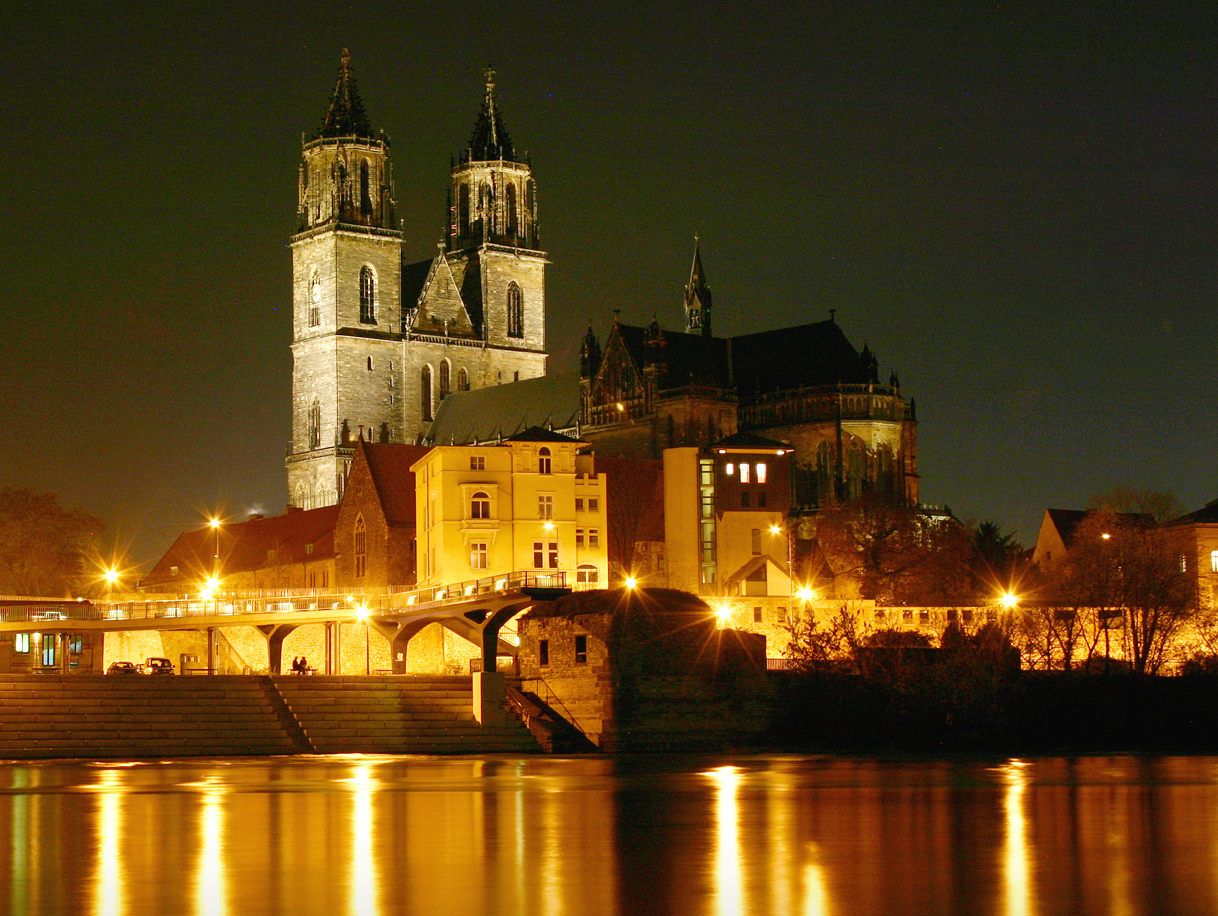
Nhà thờ về đêm

Nhà thờ Magdeburg (tiếng Đức: Magdeburger Dom), tên chính thức là (tiếng Đức: Dom zu Magdeburg St. Mauritius und Katharina), là một nhà thờ Tin lành ở Đức và là nhà thờ Gothic lâu đời nhất ở nước này. Trước đây nó là nhà thờ chính tòa của tổng giám mục Magdeburg. Ngày nay nó là nhà thờ giám mục của giáo hội Tin lành Trung Đức. Nhà thờ có 2 tháp chuông, một tháp cao 99,25 m, và tháp khác là 100,98 m. Nhà thờ này tiêu biểu cho thành phố Magdeburg, thủ phủ của bang Sachsen-Anhalt, và cũng là nơi an nghỉ của Otto I của Thánh chế La Mã.
Nhà thờ đầu tiên được xây dựng 937 tại vị trí của nhà thờ hiện nay là một tu viện được gọi là Thánh Maurice, để tưởng niệm ông ta. Nhà thờ hiện nay được xây dựng trong khoảng thời gian 300 năm sau bắt đầu từ 1209, và tháp chuông chỉ được hoàn thành vào năm 1520. Mặc dù bị nhiều lần bị cướp phá, Nhà thờ Magdeburg vẫn giàu về nghệ thuật, từ đồ cổ đến nghệ thuật hiện đại.